# スカーレット (ミュージカル)
スカーレット (英語: Scarlett) は、ハロルド・ロームの作詞・作曲による1970年のミュージカル。1966年に菊田一夫が日本語版の脚本を執筆し、ホートン・フートが英語版の脚本を執筆した。東京プロダクションはアメリカ合衆国の演出家および振付師のジョー・レイトンが担当し、その後ロンドンのウエスト・エンド・プロダクションの演出も担当した。1974年にブロードウェイ・プロダクションが計画されたが、ロンドンのプロデューサーであるハロルド・フィールディングはこれを中止し、以降ブロードウェイでは上演されたことがない。
マーガレット・ミッチェルのベストセラー小説『風と共に去りぬ』を基にし、南北戦争以前からレコンストラクションの時代のサザン・ベルのスカーレット・オハラの運命、および熱血漢のレット・バトラーとの情熱的で不安定な関係を描いている。

## プロダクション
1966年、帝国劇場にて『風と共に去りぬ』を基にした計9時間におよぶストレートプレイが開幕した。大ヒットし、菊田一夫および東宝は帝国劇場でのミュージカル版『風と共に去りぬ』の製作を決意した。菊田がミュージカル版の脚本を執筆したが、アメリカ人のハロルド・ロームが作詞・作曲、ジョー・レイトンが演出、ブロードウェイの著名な指揮者のリーマン・エングルが音楽監督を担当するなど、主要なスタッフのほとんどがアメリカ人が務めた。1970年1月から『スカーレット』として4時間ずつの2部構成で6か月ごとに上演された.。
英語版製作時、大幅なカットが行われて4時間の1部構成となった。ホートン・フートが脚本を執筆し、『風と共に去りぬ』に改題した。ロンドンのウエスト・エンド公演ではハロルド・フィールディングがプロデュース、ジョー・レイトンが再び演出を担当し、1972年にドルリー・レーンのシアター・ロイヤルで開幕し、ジューン・リッチー、ハーヴ・プレスネル、パトリシア・マイケル、ロバート・スワンが出演した。レビューの多くはスカーレット役を演じるリッチーおよびレイトンの演出を称賛したが、原作や映画で物語や登場人物に関して知識のある観客からはフートによる脚色が批判された。この頃はまだフィールディングは1974年4月7日のブロードウェイ公演開幕を目指していた。
1973年8月、ロサンゼルスのドロシー・チャンドラー・パビリオンにおいてシヴィック・ライト・オペラ・アソシエーションによるロンドン・プロダクションの改訂版が開幕し、レスリー・アン・ウォーレン、パーネル・ロバーツ、ウダナ・パワー、テレンス・モンクが出演した。酷評を受け、ロサンゼルス公演上演期間中、およびその後のサンフランシスコ公演を通して多くの変更を重ねていったが、フィールディングはブロードウェイ進出を断念した。1976年、ルーシャ・ヴィクターはテキサス州ダラスのプロダクションを演出して3都市で巡業公演を行なったが、この作品が上演されたのはこれが最後となった。
|                                                                                               | スカーレット・オハラ       | レット・バトラー   | メラニー・ハミルトン | アシュレー・ウィルクス | ベル・ワトリング | マミー   | ミード博士 |
| --------------------------------------------------------------------------------------------- | -------------------------- | ------------------ | -------------------- | ---------------------- | ---------------- | -------- | ---------- |
| 1966年、帝国劇場公演・『風と共に去りぬ』第一部 1967年・帝国劇場公演・『風と共に去りぬ』第二部 | 有馬稲子 那智わたる        | 宝田明 高橋幸治    | 淀かほる             | 仲谷昇                 | 浜木綿子         | 京塚昌子 | 益田喜頓   |
| 1968年、帝国劇場公演・『風と共に去りぬ』総集編                                                | 那智わたる                 | 高橋幸治           | 淀かほる             | 平田昭彦               | 浜木綿子         | 京塚昌子 | 益田喜頓   |
| 1970年、帝国劇場公演 ミュージカル『スカーレット』                                             | 神宮寺さくら               | 北大路欣也         | 倍賞千恵子           | 田宮二郎               | 加茂さくら       | 葦原邦子 | 益田喜頓   |
| 1972年、シアター・ロイヤル公演 ミュージカル『風と共に去りぬ』                                 | ジューン・リッチー         | ハーヴ・プレスネル | パトリシア・マイケル | ロバート・スワン       |                  |          |            |
| 1973年、ドロシー・チャンドラー・パビリオン公演 ミュージカル『風と共に去りぬ』                 | レスリー・アン・ウォーレン | パーネル・ロバーツ | ウダナ・パワー       | テレンス・モンク       |                  |          |            |

## 日本語版キャスト・アルバム収録曲
| Act I - Overture/He Loves Me - We Belong to You - Scarlett - We Belong to You (Reprise) - Two of a Kind - Two of a Kind (Reprise)/Blissful Christmas/My Soldier/Blissful Christmas (Reprise) - Goodbye My Honey - Lonely Stranger - A Time for Love - What Is Love? - Gambling Man - Which Way is Home? | Act II - Entracte/Bonnie Blue Flag - O'Hara - The Newlyweds Song - Strange and Wonderful - Blueberry Eyes - Little Wonder - Bonnie Gone - Finale |

## ロンドン・キャスト・アルバム収録曲
| Act I - Overture/Today's The Day - We Belong to You - Tara - Two of a Kind - Blissful Christmas/Home Again/Tomorrow Is Another Day - Lonely Stranger - A Time for Love - Which Way Is Home? | Act II - Entracte - How Often, How Often - If Only - A Southern Lady - Marrying For Fun - Blueberry Eyes - Strange and Wonderful - Little Wonders - Bonnie Gone - It Doesn't Matter Now/Finale |

## ロサンゼルス初演時使用楽曲
注: ロサンゼルス公演およびサンフランシスコ公演時に大幅にカットおよび改訂された。
| Act I - Overture/Today's The Day - Cakewalk - We Belong to You - Scarlett - We Belong to You (Reprise) - Bonnie Blue Flag - Bazaar Hymn - Virginia Reel - Quadrille - Two of a Kind - Blissful Christmas - My Soldier - Tomorrow Is Another Day - Ashley's Departure - Where Is My Soldier Boy?/Why Did They Die?/Johnny Is My Darling/Bonnie Blue Flag - Lonely Stranger - Atlanta Burning - Tomorrow Is Another Day (Reprise) | Act II - If Only - How Often - Gone With The Wind - How Lucky - A Southern Lady - Marrying For Fun - Brand New Friends - Miss Fiddle-Dee-Dee - Blueberry Eyes - Bonnie Gone - Two Of A Kind (Reprise) - It Doesn't Matter Now |